# Діаграма Яблонського

Діаграма Яблонського

Діаграма Яблонського — умовне зображення електронних та коливальних рівнів у молекулі разом із випромінювальними та невипромінювальними переходами між цими рівнями. Використовується в молекулярній фотохімії для наочного представлення фотохімічних та фотофізичних процесів.
Один з можливих варіантів діаграми Яблонського представлений нижче.
За віссю ординат відкладено енергію молекули (енергія основного, незбудженого стану береться за нуль). Вісь абсцис не має фізичного змісту; послідовність станів (синглетного та триплетного) та процесів рознесена в горизонтальному напрямку (зліва направо) лише для наочності. Тобто фактично рівні енергії на діаграмі представлено точками, хоча насправді вони навіть не лінії, а гіперповерхні у просторі молекулярних координат.
Товстіші горизонтальні лінії позначають електронні стани, тонші — електронно-коливальні. Прості вертикальні стрілки, спрямовані догори, позначають поглинання світла (a), спрямовані наниз — випромінювання світла: fl флюоресценцію, ph фосфоресценцію. Послідовності з вищими мультиплетностями (квінтет, септет і так далі) не показано: по-перше, для спрощення малюнку, по-друге, через те, що в конденсованій фазі ці стани практично не спостерігаються. Але слід відзначити, що випромінювання, наприклад, з квінтетного стану в основний синглетний теж називається фосфоресценцією (тобто назва прив’язана не до конкретної мультиплетності, а до зміни відповідного квантового числа: гіпотетичний випромінювальний перехід T2→T1 називався б флюоресценцією).
Хвилястими лініями показано невипромінювальні процеси. Невипромінювальний перехід між станами з однаковою мультиплетністю називається внутрішньою конверсією (позначений як ic, від англ. internal conversion); а між станами з різною мультиплетністю — інтеркомбінаційною конверсією (позначений як isc, від англ. inter-system crossing). Інтеркомбінаційна конверсія відбувається ізоенергетично, тобто відповідні стрілки на малюнку мали б бути горизонтальними; їхній діагональний напрямок обумовлений лише зручністю зображення. Зрештою, подальша внутрішня конверсія може відбуватися так швидко, що цей процес дійсно може розглядатися як єдиний і неізоенергетичний («діагональний»).
Комбінуючи дві діаграми Яблонського (для молекули донора енергії та для молекули акцептора енергії) можна також представити процес перенесення енергії в конденсованій фазі.

## Історія
Діаграму такого типу запропонував польський фізик українського походження Александр Яблонський і спочатку вона мала значно простіший вигляд:

Тут літерою N позначено основний електронний стан (рівень) молекули, F — нестабільний збуджений рівень (в сучасній термінології — перший синглет), M — метастабільний рівень із відносно великим часом життя (в сучасній термінології — триплетний рівень), a — поглинання світла, b — флуоресценція, c — перехід до метастабільного рівня (в сучасній термінології — інтеркомбінаційна конверсія), d — термічне збудження, e та f — фосфоресценція (в сучасній термінології f — уповільнена флюоресценція), g — поглинання з дуже слабкою інтенсивністю (в сучасній термінології — S–T-поглинання, заборонене за мультиплетністю).
Яблонський запропонував цю просту схему для пояснення явища уповільненої флюоресценції: люмінесценції, спектр якої тотожний зі спектром флюоресценції, але характерний час випромінювання значно більший, ніж для флюоресценції. Зі схеми випливало, що молекула в збудженому електронному стані (перший синглет) може випромінювати безпосередньо (флюоресценція), а може перейти до метастабільного стану M, який випромінює значно повільніше. Пізніше, працями Льюїса та Каші, а також Тереніна було доведено, що цей гіпотетичний метастабільний стан є триплетом, отже характерний час випромінювання з нього фактично збігається з часом фосфоресценції.